# Louveciennes
Louveciennes es un pueblo y comuna en el département de Yvelines, en Francia, en la zona oeste suburbana de París, entre Versalles y Saint-Germain-en-Laye, cerca de Marly-le-Roi.
Se encuentra a unos 140 m.s.n.m, y posee una población de 7200 habitantes (1999).

## Demografía
| 4226 | 4475 | 7488 | 7338 | 7446 | 7111 |
| Para los censos de 1962 a 1999 la población legal corresponde a la población sin duplicidades (Fuente: INSEE [Consultar]) |      |      |      |      |      |

## Historia
Hasta 1964, Louveciennes formó parte del département de Seine-et-Oise.
La OTAN tuvo cuarteles aquí del Supreme Headquarters Allied Powers Europe (SHAPE) entre 1959-1967, y la Escuela Americana de París estuvo ubicada en sus cercanías desde 1959 hasta 1967.

## Economía
Tras la marcha de SHAPE de Francia, el gobierno adjudicó la propiedad a CII, que poco después pasó a formar parte de CII Honeywell Bull. El Groupe Bull aún tiene sus oficinas en Louveciennes.

## Cultura
Louveciennes era muy popular entre los pintores impresionistas durante el siglo XIX que concurrían en búsqueda de inspiración. Según el sitio oficial de Louveciennes, existen más de 120 pinturas de Renoir, Pissarro, Sisley, y Monet que muestran paisajes y temas de Louveciennes.
El compositor Camille Saint-Saëns vivió en Louveciennes desde 1865 hasta 1870.
Marie Louise Élisabeth Vigée-Lebrun, la pintora más famosa del siglo XVIII, murió en Louveciennes el 30 de marzo, de 1842.
Louis-Victor de Broglie, físico y laureado con el premio Nobel, falleció en Louveciennes el 19 de marzo, de 1987.
La escritora Anaïs Nin vivió en Louveciennes entre 1931 y 1935.

## Monumentos
- En el área hay numerosos castillos que datan de los siglos XVII y XVIII (Château des Voisins, Château de Madame du Barry, Château du Pont, Château du Parc, Château des Sources).

- El Castillo de Louveciennes, construido en el 1700 por orden de Luis XIV y otorgado a Madame du Barry por Luis XV.

- El Acueducto de Louveciennes

## Galería

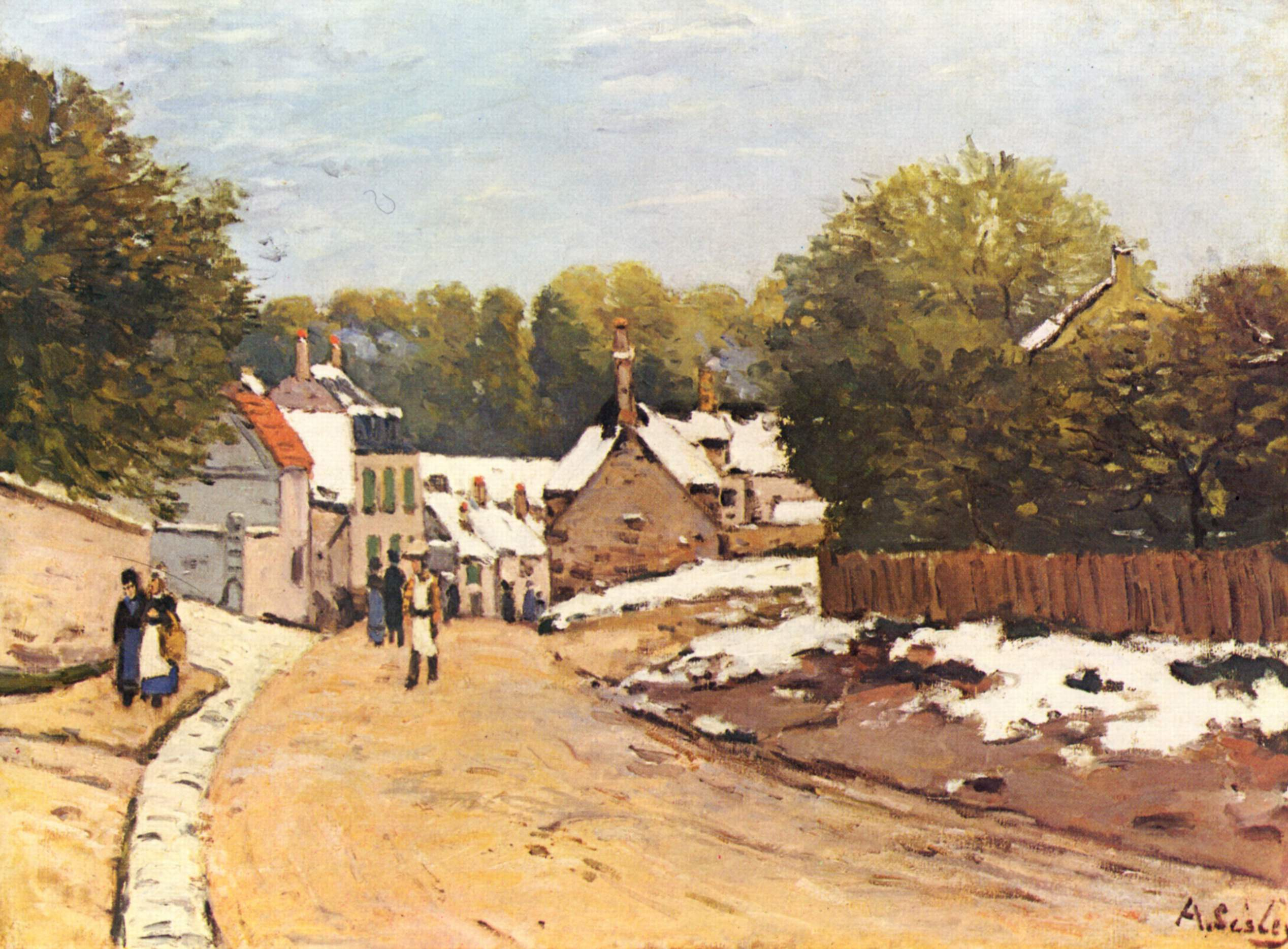
Primera nevada en Louveciennes por Alfred Sisley, 1870.
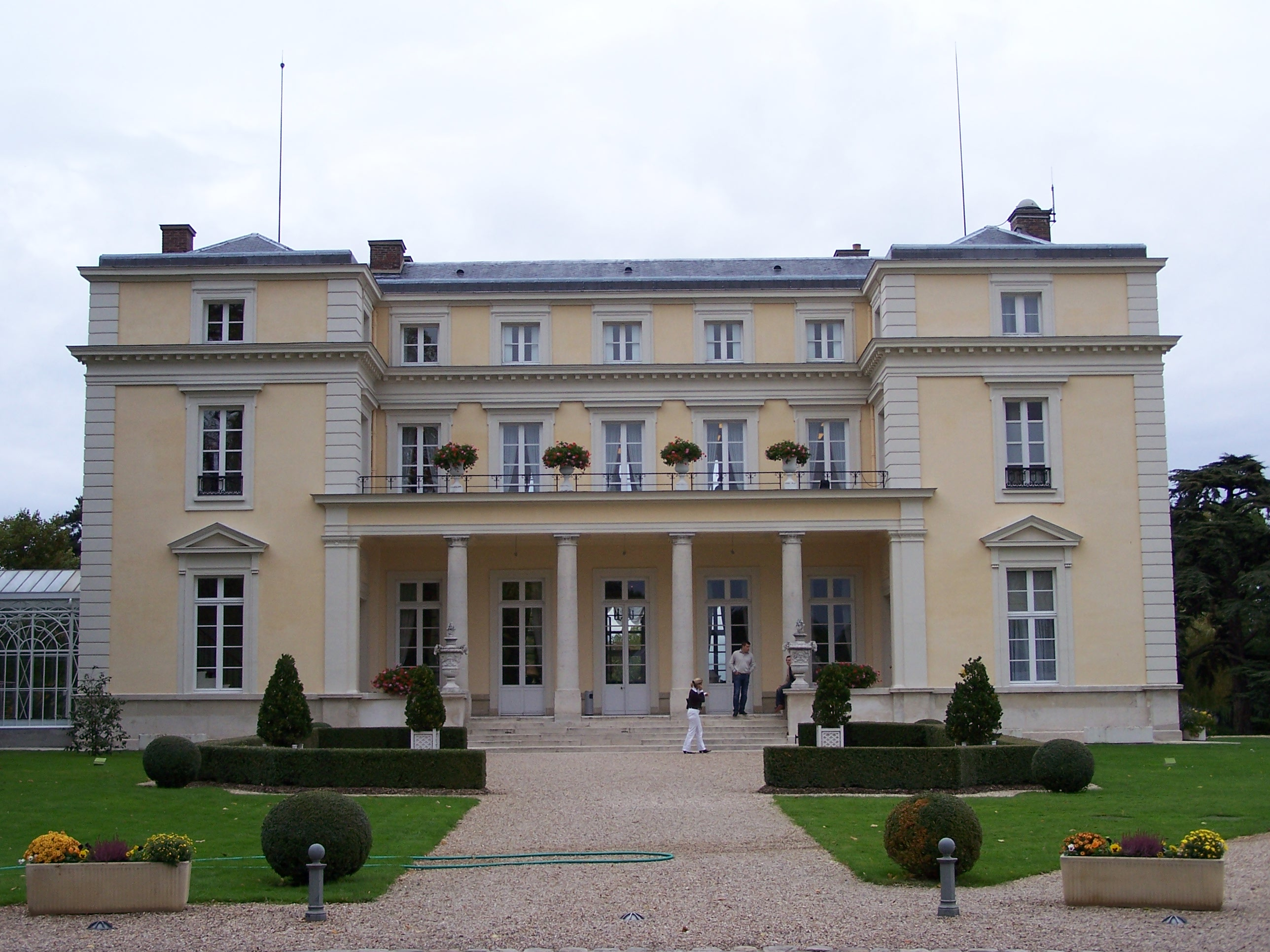
Le château de Voisins.
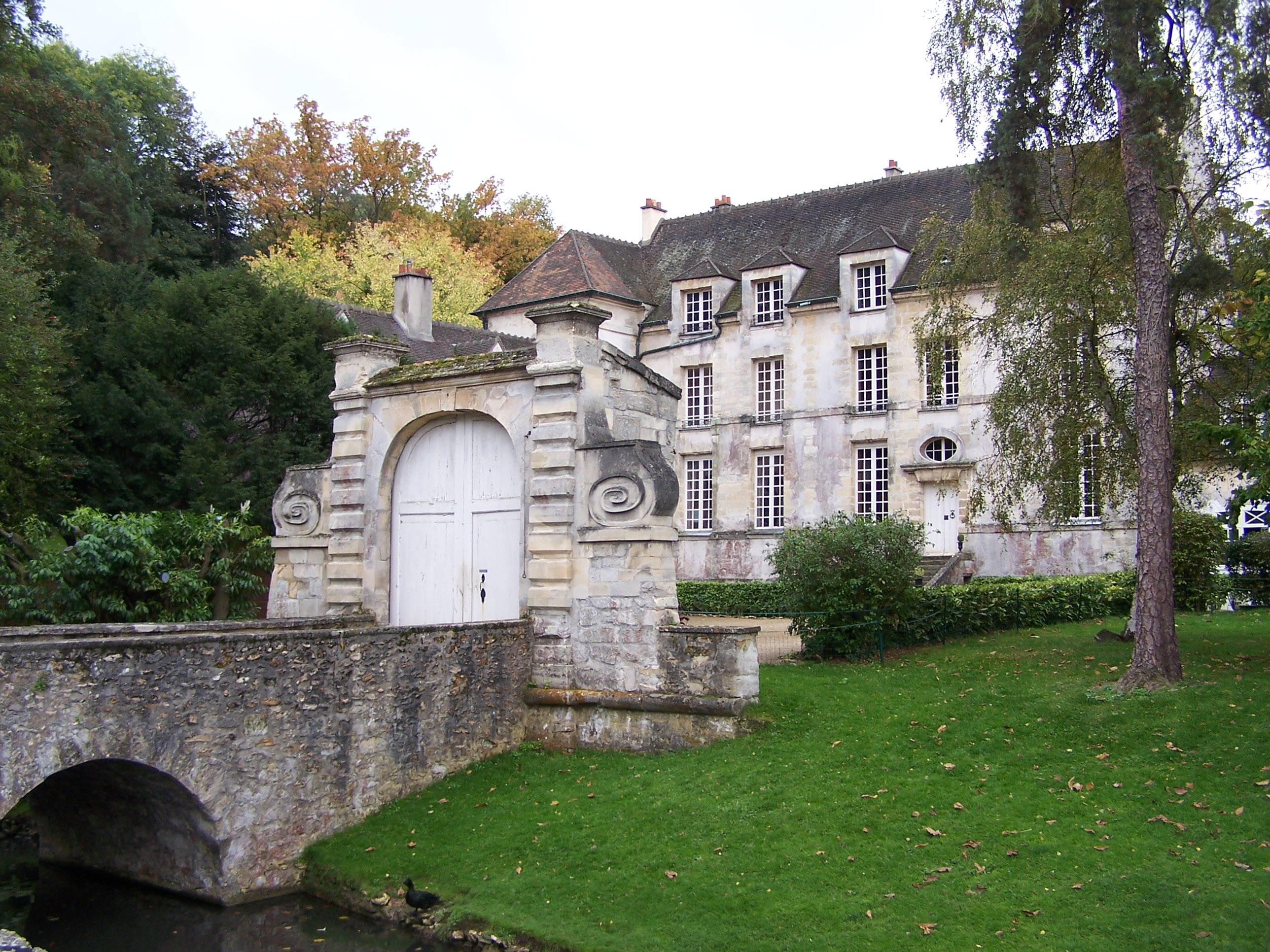
Le château du Pont
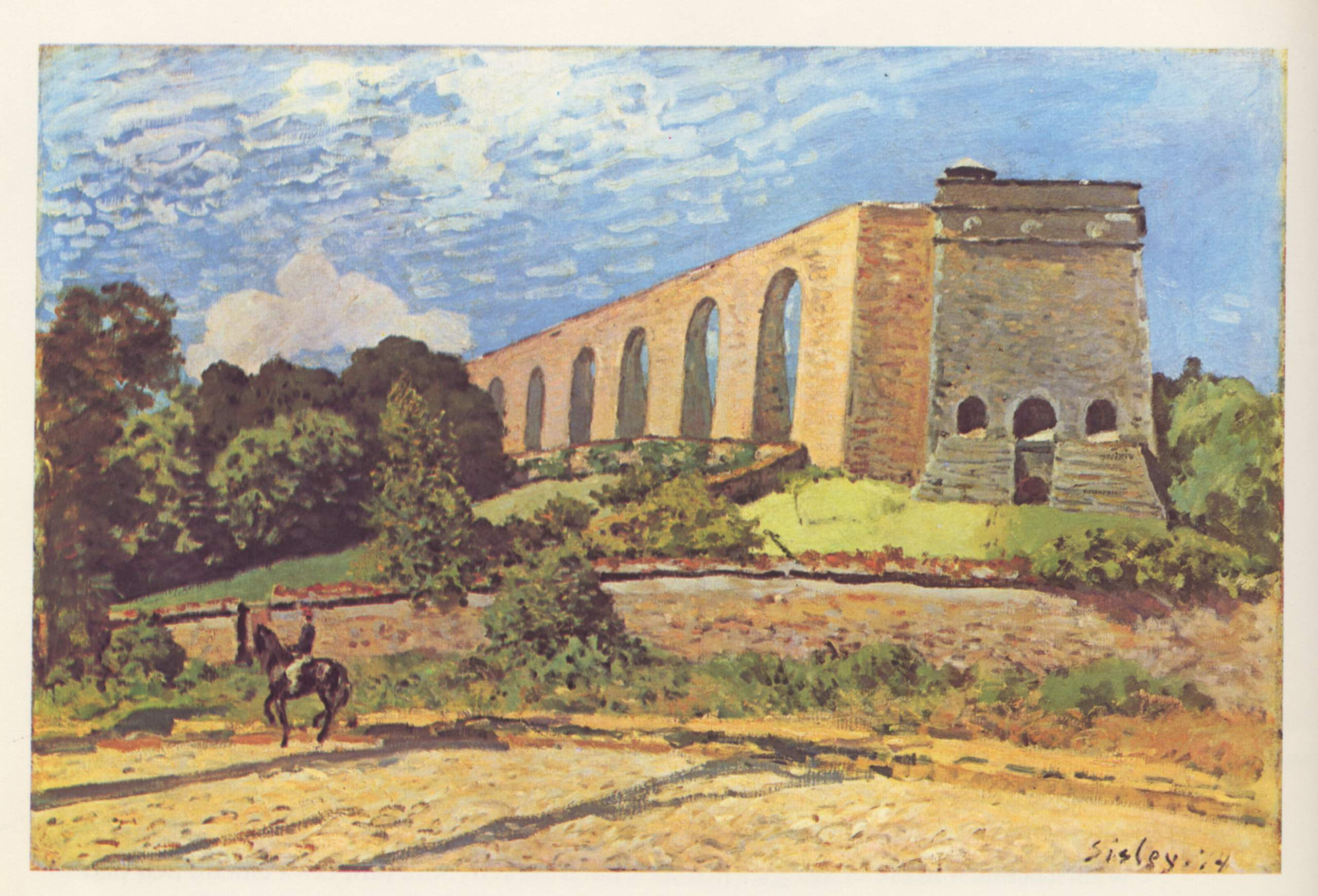
L'Aqueduc à Marly por Alfred Sisley, 1874.
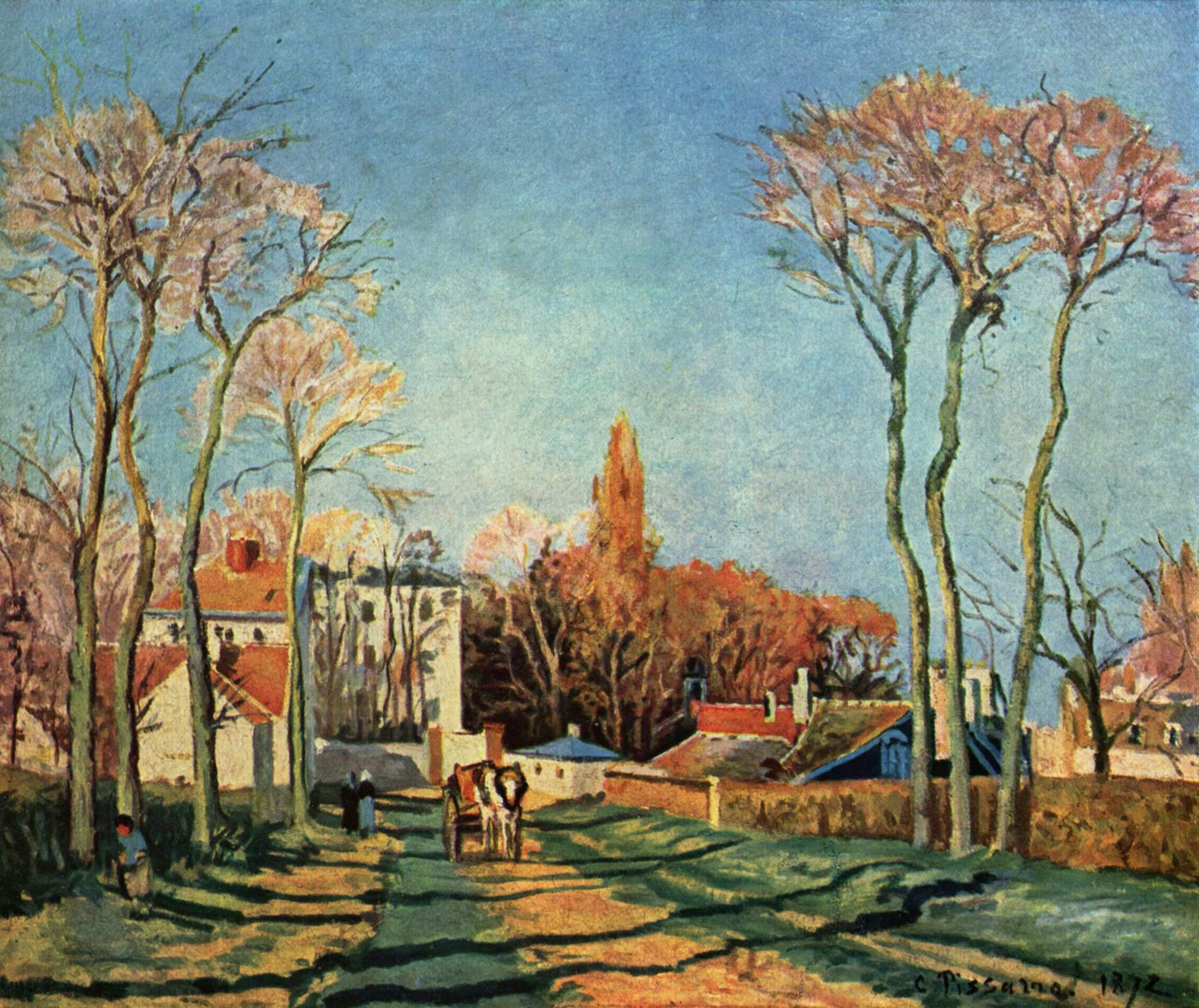
Entrée du village de Voisins[3] por Camille Pissarro, 1872.